# Hrvatska pošta (glasilo, 1940.)
Hrvatska pošta je bila hrvatska tiskovina iz Osijeka. Prvi broj ovih novina izašao je 1940. godine. Ritam izlaženja nije poznat niti kad su prestale izlaziti. Bile su „glasilo hrvatskog ustaškog pokreta”, tiskano ciklostilom. 
Naklada je bila 10 000 primjeraka.